# Lapanouse-de-Cernon
Lapanouse-de-Cernon é uma comuna francesa na região administrativa de Occitânia, no departamento de Aveyron. Estende-se por uma área de 22,87 km². Em 2010 a comuna tinha 132 habitantes (densidade: 5,8 hab./km²).